# La burbuja (película de 2022)
La burbuja (en inglés, The Bubble) es una película de comedia y sátira estadounidense de 2022 dirigida por Judd Apatow a partir de un guion coescrito con Pam Brady. La película cuenta con un elenco que incluye a Karen Gillan, Iris Apatow, Fred Armisen, Maria Bakalova, David Duchovny, Keegan-Michael Key, Leslie Mann, Kate McKinnon, Pedro Pascal, Guz Khan, Peter Serafinowicz y Harry Trevaldwyn.
La Burbuja fue estrenado el 1 de abril de 2022 por Netflix. La película recibió críticas negativas de parte de los críticos.

## Sinopsis
La acción sigue a un grupo de actores y actrices que han quedado atrapados en un hotel mientras rodaban una película a causa de una pandemia. Durante ese tiempo, deberá lidiar con las necesidades que surjan en esas circunstancias y tratar de terminar de rodar una película contra todo pronóstico.

## Reparto
- Karen Gillan como Carol Cobb, una actriz fracasada que interpreta a la Dra. Lacey Nightingale en la franquicia Cliff Beasts.
- Iris Apatow como Krystal Kris, una superestrella de TikTok que se une al elenco de Cliff Beasts 6 como el personaje Vivian Joy. Una Maude Apatow no acreditada también brevemente.
- Pedro Pascal como Dieter Bravo, un serio actor veterano que interpreta a un nuevo personaje y trágico villano llamado Gio en Cliff Beasts 6 mientras lidia con una adicción al sexo y a las drogas duras
- Leslie Mann como Lauren Van Chance, una actriz que interpreta a uno de los personajes favoritos de los fanáticos de Cliff Beasts llamado Dolly, así como al interés amoroso intermitente de Dustin.
- Fred Armisen como Darren Eigan, un ex cineasta independiente contratado para dirigir Cliff Beasts 6.
- David Duchovny como Dustin Mulray, el protagonista adicto al trabajo de la franquicia Cliff Beasts que interpreta al personaje del Dr. Hal Packard, así como al interés amoroso intermitente de Lauren.
- Keegan-Michael Llave como Sean Knox, un actor que interpreta al personaje de Cliff Beasts, Colt Rockwell, y se promociona a sí mismo como un gurú del bienestar cuando no está frente a la cámara.
- Kate McKinnon como Paula, la ejecutiva del estudio que supervisa la franquicia Cliff Beasts.
- Guz Khan como Howie Frangopolous, un actor que interpreta a Jarrar, el personaje cómico de la franquicia Cliff Beasts.
- Peter Serafinowicz como Gavin, productor ejecutivo de la franquicia Cliff Beasts.
- Maria Bamford como la madre de krystal.
- Vir Das como Ronjon, el dueño del hotel que acoge al elenco y al equipo de Cliff Beasts 6.
- Maria Bakalova como Anika, una empleada de hotel propuesta por Dieter.
- Rob Delaney como Marti, agente de Carol.
- Galen Hopper como Carla, la hija del coordinador de dobles y asistente de producción de Gavin que finge ser amiga de Krystal.
- Samson Kayo como Bola, el coordinador del elenco.
- Nick Kocher como Scott Dawson, el fotógrafo detrás de escena.
- Ross Lee como Mr. Best, el jefe de seguridad
- Harry Trevaldwyn como Gunther, el incómodo oficial de seguridad de COVID.
- Danielle Vitalis como Pippa.
- Ben Ashenden como Tip, el MoCap Guy.
- Alexander Owen como Cyril, el MoCap Guy
- Benedict Cumberbatch como él mismo, apareciendo en una alucinación inducida por drogas.
- Donna Aire como Susan Howard, reportera de Entertainment Tonight[2]
- Beck como él mismo, contratado para actuar para el elenco.
- John Lithgow como Tom, el presidente del estudio.
- Daisy Ridley como Kate, una IA de ejercicio que tuvo relaciones sexuales con Dieter durante un viaje de drogas. Su modelo humano aparece más tarde en el estreno de la alfombra roja de Beasts of the Bubble con Dieter y Anika
- John Cena como Steve, el coordinador de dobles incompetente que aparece a través de una videollamada
- James McAvoy como Él mismo

## Producción
En noviembre de 2020 se anunció que Judd Apatow había ambientado su próxima película en Netflix, y la película trata sobre la producción de una película durante la pandemia de COVID-19. La Burbuja fue escrito por Apatow y Pam Brady. Se inspiró en la producción de Jurassic World: Dominion (2022), que fue filmada durante la pandemia con sus actores conviviendo en un hotel durante el rodaje.
En febrero de 2021, Karen Gillan, Iris Apatow, Fred Armisen, Maria Bakalova, David Duchovny, Keegan-Michael Key, Leslie Mann, Pedro Pascal y Peter Serafinowicz fueron elegidos para protagonizar la película. El 16 de marzo de 2021, Vir Das, Rob Delaney, Galen Hopper, Samson Kayo, Guz Khan, Nick Kocher, Ross Lee, Harry Trevaldwyn y Danielle Vitalis se unieron al elenco.
La fotografía principal comenzó el 22 de febrero de 2021 y concluyó el 16 de abril de 2021 en el Reino Unido en Shepperton Studios en Shepperton, Hedsor House en Hedsor y Cliveden en Taplow.

## Recepción
En Rotten Tomatoes, la película tiene un índice de aprobación del 22% según 111 reseñas, con una calificación promedio de 4.0/10. El consenso de los críticos del sitio web dice: "Serpenteante y en su mayoría sin gracia, La Burbuja convence a un elenco de estrellas con chistes trillados sobre el mundo del espectáculo y la vida pandémica". En Metacritic asignó a la película una puntuación media ponderada de 34 sobre 100 basada en 34 críticos, lo que indica "críticas generalmente desfavorables".